# اوستروو (شهرستان واسک)

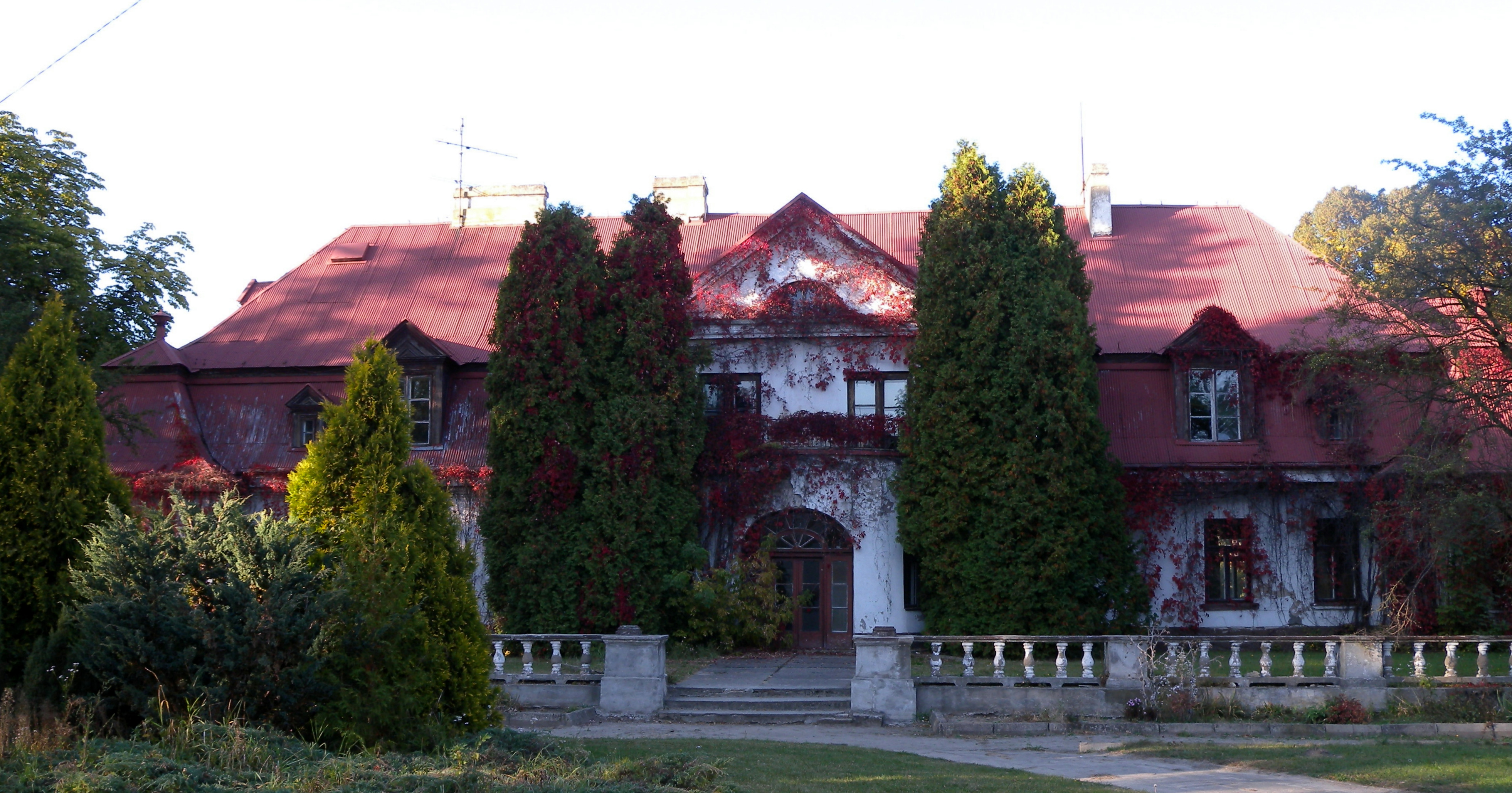
روستای اوستروو

اوستروو (به لهستانی:  Ostrów) یک روستا در لهستان است که در گمینا واسک واقع شده‌است. اوستروو ۳۰۰ نفر جمعیت دارد.